# ASU-85
Der ASU-85 (Awiadessantnaja Samochodnaja Ustanowka; russisch АСУ-85 Авиадесантная самоходная установка, auf Deutsch: Luftlande-Selbstfahrgeschütz 85) ist eine sowjetische Luftlande-Selbstfahrlafette.

## Geschichte
Auf Beschluss des Ministerrates der UdSSR vom 15. September 1953 erhielt das Sonderkonstruktionsbüro 40 (OKB-40) im Werk Nr. 40 den Auftrag zur Entwicklung einer leichten Selbstfahrlafette zur Panzerabwehr. Sie sollte in den Motorisierten-Schützen- und Panzereinheiten, sowie bei den Luftlandetruppen eingesetzt werden. Die SFL trug die Bezeichnung SU-85 „Objekt 573“, mit der sie am 6. Juli 1958 in die Bewaffnung der Sowjetarmee aufgenommen wurde. Später wurde zur besseren Unterscheidung in Artikeln und Büchern die Bezeichnung ASU-85 verwendet, obwohl alle offiziellen Dokumente die Bezeichnung SU-85 trugen/tragen. Die Serienproduktion lief von 1956 bis 1964 (nach anderen Angaben auch bis 1966).
Nachfolger der ASU-85 sind die speziell für die Luftlandetruppe entwickelten Schützenpanzermodelle der BMD-Serie.

## Technik
Entsprechend den Forderungen der Militäradministration verwendeten die Konstrukteure Aggregate und Baugruppen des leichten Schwimmpanzers PT-76 (Fahrwerk, Motor usw.). Die Wanne stellte eine völlige Neukonstruktion mit rationell geneigten Panzerplatten dar. Die Stärke der Panzerung bot ausreichenden Schutz vor klein- und mittelkalibrigen Geschossen. Die turmlose Konstruktion war mit der 85-mm-Kanone D-70 (2A15) und einem achsparallelen 7,62-mm-SGMT-MG bewaffnet. Die Besatzung bestand aus Kommandant, Fahrer, Richtschütze und Ladeschütze.
Mit seinem Reihensechszylinder-Zweitakt-Dieselmotor JaAZ-206W mit einer Leistung von 210 PS (177 kW) erreichte das Fahrzeug eine Höchstgeschwindigkeit von 45 km/h und hatte mit den Zusatztanks am Heck eine Fahrbereich von 360 Kilometer. Es war mit einer Infrarot-Nachtsicht-Ausrüstung (gut zu erkennen durch den Suchscheinwerfer, der über der Kanone angebracht war) und einem Funkgerät R113 ausgestattet.

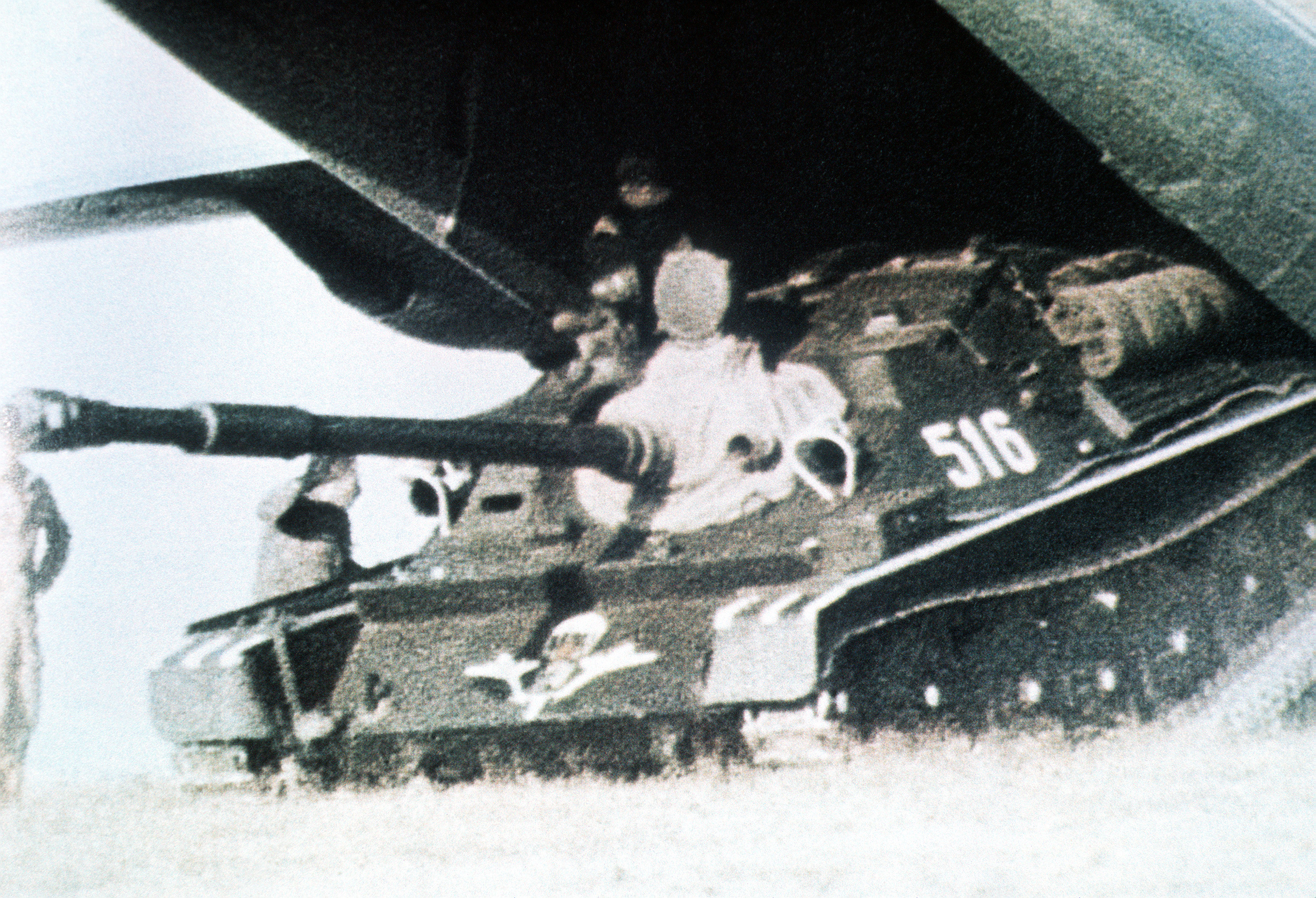
Sowjetische ASU-85 beim Herausfahren aus einer An-12 (1986)

Obwohl die Konstruktion der ASU-85 auf die Nutzung in den Luftlandetruppen ausgerichtet war, konnte sie nur mit Flugzeugen Antonow An-12 und Hubschraubern Mi-6 transportiert werden. Mit einem Gewicht von 15,5 Tonnen war ein Absetzen per Fallschirmsystem zunächst nicht möglich. Erst im Jahr 2006 wurden in einem Artikel Bilder veröffentlicht, die die ASU-85 auf der Luftlande-Plattform P 16M mit einem Mehrkuppelsystem (vermutlich MKS-1400) zeigen. Die Plattform P-16 war für Lasten bis 21 Tonnen ausgelegt. Trotzdem blieb die Landung mit Flugzeug oder Hubschrauber die Hauptmethode.
Die sowjetische Luftlandedivisionen hatten je eine SFL-Abteilung mit 31 ASU-85. Die ASU-85 wurde auch von den polnischen Luftlandetruppen und von der ägyptischen Armee genutzt. Trotz der geringen Panzerung wies die ASU-85 mit der leistungsstarken Kanone und seiner Beweglichkeit einen hohen Kampfwert bei den Luftlandeeinheiten auf. Erst im Jahr 1993 wurden die letzten ASU-85 aus der Bewaffnung herausgenommen.

## Varianten
Insgesamt sind vier Modifikationen bekannt:
- SU-85 Objekt 573 (ASU-85): oben offen, Heck nach vorn geneigt
- SU-85 Objekt 573 (ASU-85): oben geschlossen mit vier Luken, Heck nach vorn geneigt
- SU-85 Objekt 573 (ASU-85): oben geschlossen mit vier Luken, Heck nach hinten geneigt
- ASU-85M Objekt 573: modernisierte Variante mit Fla-MG DSchKM

## Nutzer
In nahezu allen Nutzerstaaten wurde das Fahrzeug noch während des Bestehens der jeweiligen Streitkräfte ausgemustert.

### Aktuelle Nutzer
Vietnam
Seit 1979 befanden sich auch ASU-85 in der Armee der VR Vietnam. Im Jahre 2015 wurden Fahrzeuge (ASU-85M) aus der Langzeitaufbewahrung wieder aktiviert und im Mai 2015 führte die 168. Artilleriebrigade ein Versuchsschießen durch. Im Jahr 2019 wurde von den Streitkräften eine Modernisierung geprüft.

### Ehemalige Nutzer
Polen
Genutzt beim 35. Mechanisierten Artillerieschwadron (pol. 35. Dywizjon Artylerii Samobieżnej). Alle Einheiten wurden bis 1976 ausgemustert und die Einheit aufgelöst.
 Sowjetunion
Die Sowjetarmee setzte die ASU-85 in den Luftlandetruppen ein.
 Russland
Die Russische Armee übernahm die Fahrzeuge aus Sowjetbeständen in ihre Luftlandetruppen. Die mehrheitlich eingelagerten Fahrzeuge wurden bis 1993 ausgemustert.